# Princeton University Press
Видавництво Принстонського університету (англ. Princeton University Press) — незалежне наукове книжкове видавництво, тісно пов'язане з Принстонським університетом. Видавництво було засновано 1905 року Вітні Дерроу з фінансовою підтримкою видавця Чарльза Скрібнера. 1912 року було опубліковано першу книгу, нею стало видання Лекції з моральної філософії («Lectures on Moral Philosophy») Джона Візерспуна).

## Пулітцерівська премія
Шість книг Princeton University Press були відзанчені Пулітцерівською премією.
- Russia Leaves the War/ George F. Kennan (1957)[3];
- Banks and Politics in America From the Revolution to the Civil War/ Bray Hammond (1958)[4];
- Between War and Peace/ Herbert Feis (1961)[5];
- Washington, Village and Capital/ Constance McLaughlin Green (1963)[6];
- The Greenback Era/ Irwin Unger (1965)[7];
- Machiavelli in Hell/ Sebastian de Grazia (1989)[8].

## Історичні документи
Деякі з багатотомних публікацій історичних документів:
- The Collected Papers of Albert Einstein
- The Writings of Henry David Thoreau
- The Papers of Woodrow Wilson (69 томів)
- The Papers of Thomas Jefferson
- Kierkegaard's Writings

## Вибрані публікації
- The Meaning of Relativity/ Albert Einstein (1922)
- Atomic Energy for Military Purposes/ Henry DeWolf Smyth (1945)
- How to Solve It/ George Polya (1945)
- The Open Society and Its Enemies/ Karl Popper (1945)
- 'The Hero With a Thousand Faces/ Joseph Campbell (1949)
- The Wilhelm/Baynes translation of the I Ching,Bollingen Series XIX.
- Anatomy of Criticism]]/ Northrop Frye (1957)
- Philosophy and the Mirror of Nature/ Richard Rorty (1979)
- QED: The Strange Theory of Light and Matter/ Richard Feynman (1985)
- The Great Contraction 1929-1933]]/ Milton Friedman and Anna Jacobson Schwartz (1963)
- Military Power: Explaining Victory and Defeat in Modern Battle/Stephen Biddle (2004)